# Cúp bóng đá châu Phi 1962

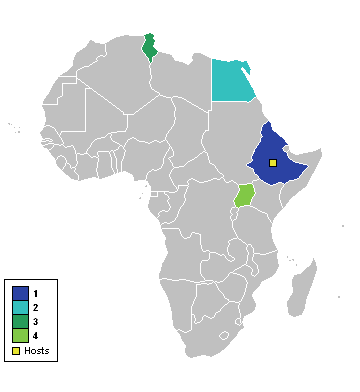
Các quốc gia tham dự

Cúp bóng đá châu Phi 1962 là Cúp bóng đá châu Phi lần thứ ba. Giải được tổ chức tại Ethiopia. Số đội tham dự giải đã tăng lên 9 đội, kể cả đương kim vô địch Ai Cập (lúc này mang tên Cộng hoà Ả Rập Thống nhất). Do vậy lần đầu tiên Cúp bóng đá châu Phi tổ chức vòng loại. Như các giải trước, vòng chung kết của giải gồm 4 đội. Cộng hoà Ả Rập Thống nhất và chủ nhà Ethiopia được vào thẳng vòng chung kết. Như vậy họ chỉ cần thắng 1 trận đã lọt vào trận chung kết. Chủ nhà Ethiopia giành chức vô địch châu Phi lần đầu tiên khi thắng sau 2 hiệp phụ ở chung kết.
Giải đấu này có tỷ lệ bàn thắng trung bình mỗi trận cao nhất trong lịch sử giải Cúp bóng đá châu Phi.

## Vòng loại
Bốn đội vượt qua vòng loại gồm:
| Đội tuyển                                     | Số lần tham dự | Tham dự gần nhất | Thành tích tốt nhất  |
| --------------------------------------------- | -------------- | ---------------- | -------------------- |
| Ethiopia (chủ nhà)                            | 3              | 1959             | Á quân (1957)        |
| Tunisia                                       | 1              |                  | Lần đầu tham dự      |
| Uganda                                        | 1              |                  | Lần đầu tham dự      |
| Cộng hòa Ả Rập Thống nhất (đương kim vô địch) | 3              | 1959             | Vô địch (1957, 1959) |

## Địa điểm
| Addis Ababa                 | Addis Ababa |
| Sân vận động Hailé Sélassié | Addis Ababa |
| Sức chứa: 30.000            | Addis Ababa |
|                             | Addis Ababa |

## Vòng chung kết
|  | Bán kết                  | Bán kết             |                          |   | Chung kết | Chung kết |
|  |                          |                     |                          |   |           |           |
|  | 14 tháng 1 – Addis Ababa |                     |                          |   |           |           |
|  |                          |                     |                          |   |           |           |
|  | Ethiopia                 | 4                   |                          |   |           |           |
|  | Ethiopia                 | 4                   | 21 tháng 1 – Addis Ababa |   |           |           |
|  | Tunisia                  | 2                   |                          |   |           |           |
|  | Tunisia                  | 2                   | Ethiopia (h.p.)          | 4 |           |           |
|  | 18 tháng 1 – Addis Ababa |                     | Ethiopia (h.p.)          | 4 |           |           |
|  |                          | CH Ả Rập Thống nhất | 2                        |   |           |           |
|  | CH Ả Rập Thống nhất      | CH Ả Rập Thống nhất | 2                        | 2 |           |           |
|  | CH Ả Rập Thống nhất      |                     |                          | 2 |           |           |
|  | Uganda                   | 1                   |                          |   |           |           |
|  | Uganda                   | 1                   | Tranh hạng ba            |   |           |           |
|  |                          |                     |                          |   |           |           |
|  | 20 tháng 1 – Addis Ababa |                     |                          |   |           |           |
|  |                          |                     |                          |   |           |           |
|  | Tunisia                  | 3                   |                          |   |           |           |
|  | Tunisia                  | 3                   |                          |   |           |           |
|  | Uganda                   | 0                   |                          |   |           |           |

### Bán kết
| Ethiopia                                         | 4–2 | Tunisia                     |
| ------------------------------------------------ | --- | --------------------------- |
| Vassalo 32' (ph.đ.), 75' · Tekle 36' · Worku 69' |     | Merrichkou 13' · Chérif 29' |

| Cộng hòa Ả Rập Thống nhất | 2–1 | Uganda       |
| ------------------------- | --- | ------------ |
| Badawi 50' · Selim 57'    |     | Jonathan 16' |

### Tranh giải ba
| Tunisia                               | 3–0 | Uganda |
| ------------------------------------- | --- | ------ |
| Jedidi 3' · Laaouini 53' · Meddab 85' |     |        |

### Chung kết
| Ethiopia                                               | 4–2 (h.p.) | Cộng hòa Ả Rập Thống nhất |
| ------------------------------------------------------ | ---------- | ------------------------- |
| Tekle 74' · L. Vassalo 84' · Worku 118' · Vassalo 101' |            | Badawi 35', 75'           |

### Vô địch
| Vô địch Cúp bóng đá châu Phi 1962 Ethiopia Lần thứ nhất |

## Danh sách cầu thủ ghi bàn
3 bàn
| - Mengistu Worku | - Badawi Abdel Fattah |  |

2 bàn
- Girma Tekle

1 bàn
| - Luciano Vassalo - Moncef Cherif - Mohamed Salah Jedidi | - Chedly Laaouini - Rached Meddab - Ammar Merrichkou | - Jonathan - Saleh Selim |